# ¿Que hay detrás de RBD?
¿Que Hay Detrás de RBD? é um filme musical documentando os bastidores do grupo pop mexicano RBD durante a primeira turnê da banda, a Tour Generación RBD (2005), que passou pela América do Norte e do Sul. Foi lançado no México e no Brasil em 13 de abril de 2006 pelas gravadoras EMI e Capitol Records, uma semana após o lançamento do álbum ao vivo do grupo, Live in Hollywood (2006).
Contém performances ao vivo das canções "Rebelde", "Sálvame" e "Nuestro Amor". Também inclui o making of do videoclipe "Aún Hay Algo". A atriz Karla Cossío, que atuou na novela Rebelde (2004-06), ficou responsável pela reportagem do documentário.

## Elenco
- Anahí, atriz e cantora
- Dulce María, atriz e cantora
- Christian Chávez, ator e cantor
- Alfonso Herrera, ator e cantor
- Christopher Uckermann, ator e cantor
- Maite Perroni, atriz e cantora
- Karla Cossío, atriz
- Pedro Damián, produtor

## Conteúdo
1. Inicio da RBD
2. RBD em Medellín, Colombia
3. RBD canta "Rebelde"
4. Bastidores do clipe "Aún Hay Algo"
5. RBD em Cáli, Colombia
6. RBD canta "Sálvame"
7. RBD em Los Angeles, Estados Unidos
8. RBD canta "Sólo Quedaté en Silencio"
9. RBD canta "Nuestro Amor"

## Desempenho comercial
No Brasil, ¿Que hay detrás de RBD? conquistou a posição máxima da parada de DVDs divulgada pela revista Época na semana de 4 de abril de 2006. Foi o quarto DVD mais vendido no país durante o ano de 2006, segundo a Pro-Música Brasil, ficando atrás dos primeiros DVDs da banda Tour Generación RBD En Vivo e Live in Hollywood e do DVD Duetos do cantor brasileiro Roberto Carlos.
| País — Tabela musical (2006) | Melhor posição |
| ---------------------------- | -------------- |
| Brasil (Época) DVD           | 1              |

| País — Tabela musical (2006) | Posição |
| ---------------------------- | ------- |
| Brasil (Pro-Música Brasil)   | 4       |